# Апекслокатор

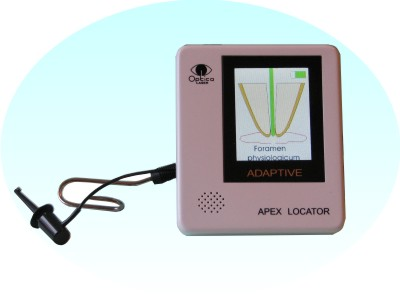
Апекслокатор

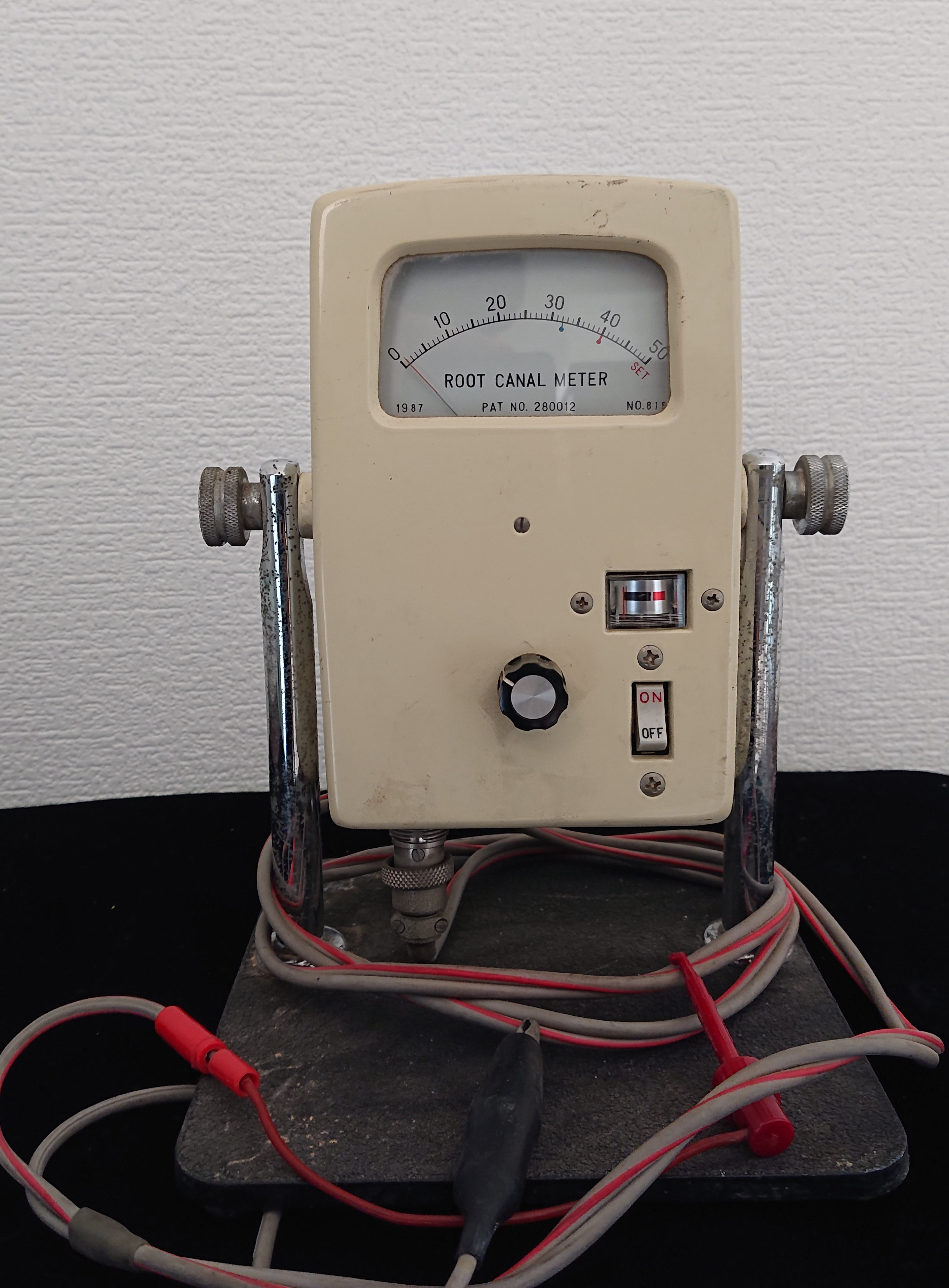
вимірювач кореневого каналу, перший у світі електричний інструмент для вимірювання довжини кореневого каналу, випущений компанією Onuki Medical Instruments у 1969 році.

Апекслокатор — електронний пристрій, що використовується у ендодонтії для встановлення апікального звуження і визначення довжини кореневого каналу. Апекс кореня має специфічний опір електричному струму, який вимірюється за допомогою пари електродів, один з яких зачеплений зазвичай за губу, а інший приєднаний до ендодонтичного файлу. Принцип дії є порівняно простий і ґрунтується на електричному опорі; коли замикається коло (контакт з тканинами відбувається вістрям файлу), опір суттєво зменшується, відповідно електричний струм проходить у потрібному обсязі. Сигналізація у пристроях відбувається шляхом позначок на рідкокристалічних дисплеях, звуковим сигналом, дзвінком, світлодіодною індикацією чи стрілкою на шкалі.

## Історія використання
Оригінальний апекслокатор функціонував за принципом постійного струму. Проблемою у цих пристроях було те, що струмопровідні речовини типу крові, ексудату чи слизу у каналі проводили струм, спричиняючи таким чином несправжнє спрацьовування пристрою. Новіші пристрої, сконструйовані з використанням імпендансу, порівнюючи змінний струм двох частот; ці заміри фіксують і порівнюють два показники імпендансу по мірі просування файла в апікальну зону. Зручність даних приладів у меншій вразливості від рідин, що можуть служити як провідники у каналі. Апекслокатори імпендансного типу демонструють точність 80-95 % у визначенні апікального отвору. Відповідно після отримання сигналу для встановлення істинної довжини каналу варто відняти 1-2 мм, що набагато точніше ніж з рентгенівськими знимками.

## Адаптивні моделі
Адаптивні моделі апекслокаторів долають недоліки 4-го найбільш популярного покоління — низьку точність роботи у зволожених каналах, а також пристроїв 5-го покоління — труднощі роботи у сухих каналах, які обов'язково потребували зволоження. Адаптивні моделі постійно визначають рівень вологості й автоматично адаптуються до типу каналу: сухий чи зволожений. У такий спосіб згадані пристрої дозволяють заміри як у сухих, так і у звичайних каналах з рідиною типу крові, ексудату чи неекстирпованої пульпи.